# Waimanu
 Waimanu  ist eine ausgestorbene Gattung aus der Ordnung der Pinguine (Sphenisciformes). Der Gattungsname leitet sich aus der Maorischen Sprache ab und bedeutet Wasservogel. Sie ist durch die Funde fast vollständiger fossiler Skelette bekannt, die zwei Arten zugerechnet werden. Die Typusart Waimanu manneringi ist nach Al Mannering, dem Finder des Holotyps, benannt und wurde in etwa 61 Millionen Jahre alten Gesteinsschichten gefunden. Die etwas kleinere Art Waimanu tuatahi, ist etwa 58 Millionen Jahre alt. Das Artepitheton stammt aus dem Maori und bedeutet „der Erste“, was darauf hinweist, dass der Holotyp der Art der erste Waimanu-Fund war.

## Merkmale
Waimanu waren stämmige Vögel mit starken Knochen und kurzen, abgeflachten Flügeln, die sich gut zum Schwimmen aber nicht zum Fliegen eigneten. Der Schnabel war langgestreckt und schmal. Waimanu manneringi erreichte eine Länge von etwa 100 Zentimetern, Waimanu tuatahi etwa 80 Zentimeter. Anhand verschiedener Skelettmerkmale kann Waimanu als Gattung an der Basis der Sphenisciformes eingeordnet werden.